# Џон-Хенри Кругер
Џон-Хенри Кругер (Питсбург, 27. март 1995) је амерички брзи клизач на кратким стазама.
Клизањем се бави од 2000. године. На Олимпијским играма у Пјонгчангу 2018. освојио је сребро на 1000м. Ово је прва медаља за Сједињене Америчке Државе на ЗОИ у појединачним дисциплинама од 2010.
На Светском првенству 2016. био је седми на 1000м. Са штафетом је заузео седмо место 2016. и 2017.